# 桑植臭蛙
桑植臭蛙（学名：Odorrana sangzhiensis），一种于中华人民共和国湖南省桑植县发现的两栖动物，隶属于蛙科臭蛙属。

## 形态特征
桑植臭蛙体型中等，两性异形，雄蛙体长42.1～45.1毫米，雌蛙体长83.3～92.7毫米。身体背部呈黄绿色，散有深褐色斑点；体侧为浅黄色，也有几个棕色斑点；四肢背面具有棕色横纹。